# Rock Around the Clock
"Rock Around the Clock" là một bài hát rock and roll ở định dạng blues 12 bar được Max C. Freedman và James E. Myers (sau này được đổi thành bút danh "Jimmy De Knight") sáng tác vào năm 1952. Bản thu âm nổi tiếng nhất và thành công nhất đã được Bill Haley & His Comets ghi lại vào năm 1954 cho công ty Decca của Mỹ. Đây là đĩa đơn số một trên cả bảng xếp hạng của Hoa Kỳ và Vương quốc Anh và cũng đã trở lại Bảng xếp hạng đĩa đơn của Anh trong thập niên 1960 và 1970.
Nó không phải là bản thu âm rock and roll đầu tiên, cũng không phải là bản thu thành công đầu tiên của thể loại này (Bill Haley đã thành công trên bảng xếp hạng của Mỹ với " Crazy Man, Crazy " năm 1953, và năm 1954, " Shake, Rattle and Roll " được hát bởi Big Joe Turner đạt vị trí số 1 trên bảng xếp hạng R & B của Billboard). Tuy nhiên, bản thu âm của Haley đã trở thành một bài hát cho các thanh niên nổi loạn những năm 1950  và được coi là bài hát, hơn bất kỳ bài hát nào khác, đưa rock and roll vào văn hóa chính thống trên toàn thế giới. Bài hát được xếp thứ 158 trong danh sách 500 bài hát hay nhất mọi thời đại của tạp chí Rolling Stone.
Mặc dù lần đầu tiên được ghi lại bởi ban nhạc người Mỹ gốc Ý Sonny Dae and His Knights vào ngày 20 tháng 3 năm 1954, Myers tuyên bố bài hát đã được viết riêng cho Haley nhưng, vì nhiều lý do, Haley không thể tự thu âm cho đến ngày 12 tháng 4 năm 1954.
Tên đầy đủ ban đầu của bài hát là "We're Gonna Rock Around the Clock Tonight!". Tên bài sau đó được rút ngắn thành "(We're Gonna) Rock Around the Clock", mặc dù hình thức này thường chỉ được sử dụng trong các bản phát hành của bản ghi Bill Haley Decca Records năm 1954; hầu hết các bản thu khác của bài hát này của Haley và những người khác (bao gồm cả Sonny Dae) đều rút ngắn tiêu đề này hơn nữa thành "Rock Around the Clock".
Năm 2018, nó đã được Thư viện Quốc hội Hoa Kỳ chọn để lưu giữ trong Cơ quan Đăng ký Ghi âm Quốc gia với tư cách là bài hát "có ý nghĩa về mặt văn hóa, lịch sử hoặc nghệ thuật".